# بورت سانت لوسي
بورت سانت لوسي (بالإنجليزية: Port St. Lucie)‏ هي مدينة أمريكية تقع في ولاية فلوريدا. تبلغ مساحة هذه المدينة 198.6 (كم²)،ويبلغ عدد سكانها 155251 نسمة حسب إحصاء سنة 2010 م 155251.تشير إحصاءات سنة 2000م بأن الكثافة السكانية في هذه المدينة تقدر بـ(794) نسمة/كم2 

## التركيبة السكانية
حدّد مكتب تعداد الولايات المتحدة بيانات التركيبة السكانية لبورت سانت لوسي في تعداد الولايات المتحدة. في ما يلي، التركيبة السكانية حسب تعدادي 2000 و2010.

### تعداد عام 2000
بلغ عدد سكان بورت سانت لوسي 88,769 نسمة بحسب تعداد عام 2000، وبلغ عدد الأسر 33,909 أسرة وعدد العائلات 25,750 عائلة مقيمة في المدينة. في حين سجلت الكثافة السكانية 283.7 نسمة لكل كيلومتر مربع (734.8/ميل2). وبلغ عدد الوحدات السكنية 36,785 وحدة بمتوسط كثافة قدره 117.6 لكل كيلومتر مربع (304.6/ميل2).
وتوزع التركيب العرقي للمدينة بنسبة 87.88% من البيض و7.09% من الأمريكيين الأفارقة و0.23% من الأمريكيين الأصليين و1.24% من الأمريكيين ذوي الأصول الآسيوية و0.03% من سكان جزر المحيط الهادئ و1.77% من الأعراق الأخرى و1.76% من عرقين مختلطين أو أكثر و7.52% من الهسبانيون أو اللاتينيون من أي عرق.
بلغ عدد الأسر 33,909 أسرة كانت نسبة 34.7% منها لديها أطفال تحت سن الثامنة عشر تعيش معهم، وبلغت نسبة الأزواج القاطنين مع بعضهم البعض 61.8% من أصل المجموع الكلي للأسر، ونسبة 10% من الأسر كان لديها معيلات من الإناث دون وجود شريك، بينما كانت نسبة 4.2% من الأسر لديها معيلون من الذكور دون وجود شريكة وكانت نسبة 24.1% من غير العائلات. تألفت نسبة 18.2% من أصل جميع الأسر من عدة أفراد يعيشون في نفس المنزل ونسبة 8.9% كانت تتألف من شخص يعيش بمفرده يبلغ من العمر 65 عاماً أو أكثر. وبلغ متوسط حجم الأسرة المعيشية 2.60، أما متوسط حجم العائلات فبلغ 2.94.
بلغ العمر الوسطي للسكان 39.9 عاماً. وكانت نسبة 24.3% من القاطنين تحت سن الثامنة عشر، وكانت نسبة 5.9% بين الثامنة عشر والرابعة والعشرين عاماً، ونسبة 28.1% كانت واقعةً في الفئة العمرية ما بين الخامسة والعشرين والرابعة والأربعين عاماً، ونسبة 22.8% كانت ما بين الخامسة والأربعين والرابعة والستين، ونسبة 18.3% كانت ضمن فئة الخامسة والستين عاماً فما فوق. يوجد لكل 100 أنثى 94.9 ذكر، ويوجد لكل 100 أنثى في الثامنة عشر من عمرها فما فوق 92.0 ذكر.
بلغ متوسط دخل الأسرة في المدينة 40,509 دولارًا، أما متوسط دخل العائلة فبلغ 44,162 دولارًا. وكان متوسط دخل الذكور 31,730 دولارًا مقابل 23,702 دولارًا للإناث. وسجل دخل الفرد الخاص بالمدينة 18,059 دولارًا. وكانت نسبة 5.7% من العائلات ونسبة 7.9% من السكان تحت خط الفقر، وكان من هؤلاء نسبة 11.7% تحت سن الثامنة عشر ونسبة 5.8% في الخامسة والستين من العمر وما فوق.

### تعداد عام 2010
بلغ عدد سكان بورت سانت لوسي 164,603 نسمة بحسب تعداد عام 2010، وبلغ عدد الأسر 60,902 أسرة وعدد العائلات 45,018 عائلة مقيمة في المدينة. في حين سجلت الكثافة السكانية 526 نسمة لكل كيلومتر مربع (1,362.3/ميل2). وبلغ عدد الوحدات السكنية 70,877 وحدة بمتوسط كثافة قدره 226.5 لكل كيلومتر مربع (586.6/ميل2).
وتوزع التركيب العرقي للمدينة بنسبة 74.29% من البيض و16.34% من الأمريكيين الأفارقة و0.38% من الأمريكيين الأصليين و1.98% من الأمريكيين ذوي الأصول الآسيوية و0.07% من سكان جزر المحيط الهادئ و3.91% من الأعراق الأخرى و3.02% من عرقين مختلطين أو أكثر و18.38% من الهسبانيون أو اللاتينيون من أي عرق.
بلغ عدد الأسر 60,902 أسرة كانت نسبة 35.8% منها لديها أطفال تحت سن الثامنة عشر تعيش معهم، وبلغت نسبة الأزواج القاطنين مع بعضهم البعض 55.6% من أصل المجموع الكلي للأسر، ونسبة 12.9% من الأسر كان لديها معيلات من الإناث دون وجود شريك، بينما كانت نسبة 5.4% من الأسر لديها معيلون من الذكور دون وجود شريكة وكانت نسبة 26.1% من غير العائلات. تألفت نسبة 19.5% من أصل جميع الأسر من عدة أفراد يعيشون في نفس المنزل ونسبة 8.5% كانت تتألف من شخص يعيش بمفرده يبلغ من العمر 65 عاماً أو أكثر. وبلغ متوسط حجم الأسرة المعيشية 2.69، أما متوسط حجم العائلات فبلغ 3.08.
بلغ العمر الوسطي للسكان 39.8 عاماً. وكانت نسبة 24.4% من القاطنين تحت سن الثامنة عشر، وكانت نسبة 7.5% بين الثامنة عشر والرابعة والعشرين عاماً، ونسبة 25.5% كانت واقعةً في الفئة العمرية ما بين الخامسة والعشرين والرابعة والأربعين عاماً، ونسبة 26.7% كانت ما بين الخامسة والأربعين والرابعة والستين، ونسبة 15.8% كانت ضمن فئة الخامسة والستين عاماً فما فوق. وتوزع التركيب الجنسي للسكان بنسبة 48.6% ذكور و51.4% إناث.

## المناخ
تمتاز بورت سانت لوسي بمناخ رطب شبه مداري. عادةً ما يكون فصل الصيف حار، مع ارتفاع درجات الحرارة في معدلاتها المتوسطة لتكون في نطاق 30 سيلسيوس وما فوق. أما الشتاء فيتصف بخفة برودته أو الدفء، مع أعلى متوسط درجات الحرارة في نطاق 20 سيلسيوس. متوسط هطول الأمطار السنوي هو حوالي 53.5 إنش.

## أعلام
- ميرفن كيلي
- إيس هود
- أل جاكسون
- هال هدسون
- ألبرت ويلسون

## وصلات خارجية
- مدينة بورت سانت لوسي (بالإنجليزية)
- غرفة تجارة مقاطعة سانت لوسي (بالإنجليزية)